# Бойко Сергій Миколайович
Сергій Миколайович Бойко (нар. 30 червня 1977, Іванків, Київська область, УРСР) — український футбольний суддя, колишній футболіст. Народився 30 червня 1977 року у місті Білгород-Дністровський Одеської області. Арбітр ФІФА (перша група) з 2011 року, з 2008 — проводить ігри Прем'єр-ліги, єврокубки.

## Кар'єра футболіста
Сергій Бойко мав нетривалу кар'єру на вихідній секції.
Він розпочав виступи на дорослому рівні в 1994 році за аматорську команду «Нива» з Випасного на Одещині, після чого грав за аматорський «Дністер» (Овідіополь). У сезоні 1995/1996 дебютував у професіональному футболі, граючи за клуб другої ліги «Дністровець» (Білгород-Дністровський). Перші два матчі в першому колі за білгород-дністровців Бойко грав на позиції захисника, а вже в другому колі був воротарем. Після зняття клубу зі змагань в 1996 році продовжив кар'єру на аматорському рівні, граючи за «Ниву» (Випасне) та «Рибак» (Одеса).
1998 року Сергій Бойко повернувся до професіонального футболу, ставши гравцем друголігового «Портовика» з Іллічівська (сучасний Чорноморськ), за який відіграв рік. Взимку 1999 перейшов до аматорського клубу «Рибак-Дорожник» з Одеси, в якому того ж року завершив кар'єру футболіста.

### Клубна статистика
| Сезон                   | Команда                 | Чемпіонат               | Чемпіонат | Чемпіонат | Чемпіонат | Кубок країни | Кубок країни | Кубок країни | Кубок країни | Усього | Усього | Усього |
| Сезон                   | Команда                 | Ліга                    | Ігор      | Проп.     | Чистих    | Ліга         | Ігор         | Проп.        | Чистих       | Ігор   | Проп.  | Чистих |
| ----------------------- | ----------------------- | ----------------------- | --------- | --------- | --------- | ------------ | ------------ | ------------ | ------------ | ------ | ------ | ------ |
| 1995-96                 | «Дністровець» (Б-Д)     | Друга ліга              | 11        | -6        | 6         | —            | —            | —            | —            | 11     | -6     | 6      |
| Усього за «Дністровець» | Усього за «Дністровець» | Усього за «Дністровець» | 11        | -6        | 6         | —            | —            | —            | —            | 11     | -6     | 6      |
| 1997-98                 | «Портовик» (Іллічівськ) | Друга ліга              | 8         | -11       | 1         | —            | —            | —            | —            | 8      | -11    | 1      |
| 1998-99                 | «Портовик» (Іллічівськ) | Друга ліга              | 9         | -17       | 1         | КУ           | 0            | 0            | 0            | 9      | -17    | 1      |
| Усього за «Портовик»    | Усього за «Портовик»    | Усього за «Портовик»    | 17        | -28       | 2         |              | 0            | 0            | 0            | 17     | -28    | 2      |

## Суддівська кар'єра
Арбітр другої ліги з 2004, першої — з 2007, вищої — з 2008 року. 11 вересня 2012 року працював на матчі Швеція—Казахстан кваліфікаційного раунду до чемпіонату світу 2014 року. З 2016 року залучений до обслуговування відбіркових матчів чемпіонату світу 2018.

### Статистика
Чемпіонати України
| Сезон     | Кількість матчів | ЖК | ЧК | Пенальті |
| --------- | ---------------- | -- | -- | -------- |
| 2008—2009 | 1                | -  | -  | -        |
| 2009—2010 | 11               | -  | -  | -        |
| 2010—2011 | 12               | -  | -  | -        |
| 2011—2012 | 13               | -  | -  | -        |
| 2012—2013 | 4                | -  | -  | -        |

Єврокубки
| Дата       | Сезон   | Турнір              | Господарі           | Рахунок | Гості              |
| ---------- | ------- | ------------------- | ------------------- | ------- | ------------------ |
| 21.07.2011 | 2011/12 | ЛЄ, 2-й квал. раунд | «Актобе»            | 0:0     | «Кечкемет»         |
| 28.07.2011 | 2011/12 | ЛЄ, 3-й квал. раунд | «Левскі»            | 2:1     | «Спартак» (Трнава) |
| 24.07.2012 | 2012/13 | ЛЧ, 2-й квал. раунд | «Хапоель Іроні»     | 2:1     | «Жиліна»           |
| 02.08.2012 | 2012/13 | ЛЄ, 3-й квал. раунд | «Атлетік» (Більбао) | 3:1     | «Славен Белупо»    |